# نوكيا 6136
نوكيا 6136 هو أحد أجهزة نوكيا، شركة الهواتف والتقنية النقالة. يأتي هذا الجهاز مع شاشة نوعها 128 * 160 18-بت (262,144) لون. تم إصدار هذا الجهاز في 2006. أما بالنسبة لوضعية إنتاجه الحالية فلا يزال يُنتج. تقنيته/تردده هي GSM/UMA (VoIP). جيل الجهاز هو BB5.0. عامل الشكل (التصميم) للجهاز هو "صدفة المحار.